# Dom za vesanje
Dom za vesanje (bra: Vida Cigana; prt: O Tempo dos Ciganos) é um filme britano-ítalo-iugoslavo de 1988, do gênero comédia dramática, dirigido por Emir Kusturica.
Com o nome em inglês Time of the Gypsies, foi selecionado como representante da Iugoslávia à edição do Oscar 1989, organizada pela Academia de Artes e Ciências Cinematográficas.[carece de fontes?]

## Elenco
- Davor Dujmović -  Perhan
- Bora Todorović -  Ahmed

## Prêmios e indicações
Festival de Cannes - 1989
- Vencedor
  - Prêmio de direção[4]
- Indicado
  - Palma de Ouro (melhor filme)[4]